# سهى (اسم)
سها أو سهى اسم علم عربي مؤنث.
"معناه مُنى الريف"

## معنى الاسم
قال العرب قديماً: (أريها السها وتريني القمر)، والمعنى على الكناية هو أنه يُضرب لمن يُسأل عن شيء فيجيب جواباً بعيداً. ومعنى الاسم هو كوكب صغير أو قمر.

### لغة
- س هـ ا: السُّهَا كوكب خفي يمتحن الناس به أبصارهم والسَّهْوُ الغفلة وقد سَهَا عن الشيء من باب عدا وسما فهو سَاهٍ وسَهْوانُ.[3]
- س هـ و: (فعل: ثلاثي لازم، متعد بحرف). سَهَوْتُ، أسْهُو، مصدر سَهْوٌ، سُهُوٌّ، سَهْوَةٌ.[4]
  - «سَهَا عَنْ عَمَلِهِ»: غَفَلَ عَنْهُ وَنسِيَهُ. «يَسْهُو مِنْ حِينٍ لآخَرَ».
  - «سَهَا إلَيْهِ»: نَظَرَ إلَيْهِ سَاكِنَ الطَّرْفِ.
  - «سَهَا فِيهِ»: تَرَكَهُ عَنْ غَيْرِ عِلْمٍ.
  - «سَهَا عَنْهُ»: تَرَكَهُ عَنْ عِلْمٍ.
  - «سَهَا فِي الصَّلاةِ»: نَسِيَ شَيْئاً مِنْهَا.
  - «سَهَا عَنِ الصَّلاةِ»: تَرَكهَا وَلَمْ يُصَلِّ.

## أعلام بارزات
- سهى عرفات (زوجة الزعيم الفلسطيني الراحل ياسر عرفات).
- سهى بشارة (مناضلة لبنانية).
- سهى النقاش (مذيعة مصرية).
- سهى عرار (رئيسة قسم الأغذية في وزارة الصحة الفلسطينية).
- سهى جلال جودت (أديبة سورية).
- سهى علي خان (ممثلة هندية).